# قائمة رؤساء توغو
هذه قائمة رؤساء توغو منذ تشكيل منصب الرئيس عام 1960 وحتى يومنا هذا.
ترأس أربعة أشخاص منصب الرئيس (باستثناء رئيس واحد بالنيابة واثنين من المسؤولين العسكريين المؤقتين).رأس شخص واحد فور غناسينغبي في فتراتان غير متتاليتين. فور غناسينغبي هو الرئيس الحالي منذ 4 مايو 2005.

## وصف المنصب

### الانتخابات
- يُنتخب رئيس الجمهورية بالاقتراع العام المباشر والسري لولاية مدتها خمس (05) سنوات.[1]
- هو مؤهل من جديد.[1]
- ينتخب رئيس الجمهورية بالاقتراع بالأغلبية الفردية في جولة واحدة .[2]
- ينتخب رئيس الجمهورية بأغلبية الأصوات المعبر عنها.[2]

يُفتح التصويت بدعوة الهيئة الانتخابية بمرسوم يتخذ في مجلس الوزراء ستين (60) يومًا على الأقل وخمسة وسبعين (75) يومًا على الأكثر قبل انتهاء ولاية الرئيس الحالي.
يتولى رئيس الجمهورية منصبه خلال الخمسة عشر يومًا التالية لإعلان نتائج الانتخابات الرئاسية.

### يمين المنصب
قبل توليه منصبه يقسم رئيس الجمهورية أمام المحكمة الدستورية المنعقدة في جلسة رسمية ، بالشروط التالية:
 أمام الله وأمام شعب توغو ، المالك الوحيد للسيادة الشعبية ، نحن _____ ، رئيس الجمهورية المنتخب وفقًا لقوانين الجمهورية ، نقسم رسميًا.
- احترام الدستور الذي منحه شعب توغو لنفسه بحرية والدفاع عنه ؛
- أن نؤدي بإخلاص الوظائف السامية التي كلفتنا بها الأمة.
- أن نسترشد فقط بالمصلحة العامة واحترام حقوق الإنسان ، وأن نكرس كل قوانا لتعزيز التنمية والصالح العام والسلام والوحدة الوطنية ؛
- الحفاظ على وحدة التراب الوطني ؛

- أن نتصرف في كل الأوقات كخادم مخلص ووفي للشعب.

### الوظيفة الشاغرة
يمارس رئيس الجمعية الوطنية الوظيفة الرئاسية مؤقتًا في حالة شغور منصب رئاسة الجمهورية بالوفاة أو الاستقالة أو العجز النهائي.
تعلن المحكمة الدستورية الشغور وتقدم [المسألة] إلى الحكومة.
تدعو الحكومة الهيئة الانتخابية إلى الانعقاد خلال الستين (60) يومًا من فتح المنصب الشاغر لانتخاب رئيس جديد للجمهورية.

## الإقامة
استخدم رئيس توغو قصر المحافظين كمكتب ومقر إقامة. كان القصر يستخدم في السابق من قبل كل من المسؤولين الاستعماريين الألمان والفرنسيين. انتقل الرئيس غناسينغبي إياديما في عام 1970 إلى قصر رئاسي جديد تم بناؤه بالقرب من قصر المحافظين. منزل آخر استخدمه غناسينغبي إياديما هو المقر الرئاسي لومي الثاني.  افتتح الرئيس فور غناسينغبي في عام 2006 قصرًا رئاسيًا جديدًا بتمويل من الصين في ضواحي لومي.

## قائمة أصحاب المناصب
أحزاب سياسية
 فصائل أخرى 
الحالة
| No. | الصورة | الإسم (الميلاد- الوفاة)               | إنتخب                         | زمن المنصب     | زمن المنصب                      | زمن المنصب         | الحزب السياسي                            | رئيس الوزراء                                                   |
| No. | الصورة | الإسم (الميلاد- الوفاة)               | إنتخب                         | تولى منصبه     | ترك المكتب                      | الوقت في المنصب    | الحزب السياسي                            | رئيس الوزراء                                                   |
| --- | ------ | ------------------------------------- | ----------------------------- | -------------- | ------------------------------- | ------------------ | ---------------------------------------- | -------------------------------------------------------------- |
| 1   |        | سيلفانوس أوليمبيو (1902–1963)         | 1961                          | 27 أبريل 1960  | 13 يناير 1963 (اغتيل)           | 2 سنوات و261 أيام  | حزب الوحدة التوغولية                     | بنفسه                                                          |
| –   |        | إيمانويل بودجولي (مواليد 1928)        | —                             | 13 يناير 1963  | 15 يناير 1963                   | 2 أيام             | عسكري                                    | المنصب ملغى                                                    |
| 2   |        | نيكولاس جرونتسكي (1913–1969)          | 1963                          | 16 يناير 1963  | 13 يناير 1967 (مخلوع.)          | 3 سنوات و362 أيام  | الحركة الشعبية التوغولية                 | المنصب ملغى                                                    |
| –   |        | كليبر دادجو (1914–1988/89)            | —                             | 16 يناير 1967  | 14 أبريل 1967                   | 91 أيام            | عسكري                                    | المنصب ملغى                                                    |
| 3   |        | غناسينغبي إياديما (1935–2005)         | 1972 1979 1986 1993 1998 2003 | 14 أبريل} 1967 | 5 فبراير 2005 (توفى في المنصب.) | 37 سنوات و297 أيام | عسكري / تجمع شعب توغو                    | كوفيجو إيديم كودجو كواسي كلوتسي ادوبولي اجيبومي كودجو كوفي سما |
| 4   |        | فور غناسينغبي (ولد 1966)              | —                             | 5 فبراير 2005  | 25 فبراير 2005 (استقال.)        | 20 أيام            | تجمع شعب توغو                            | كوفي سما                                                       |
| –   |        | بونفو عباس (1948–2021)                | —                             | 25 فبراير 2005 | {4 مايو 2005                    | 68 أيام            | تجمع شعب توغو                            | كوفي سما                                                       |
| (4) |        | فور غناسينغبي (مواليد 1966)           | 2005 2010 2015 2020           | 4 مايو 2005    | 3 مايو 2025                     | 19 سنوات و364 أيام | تجمع شعب توغو / الاتحاد من أجل الجمهورية | كوفي سما كودجو أغبوييبو مالي هونجبو أهومي زونو كلاسو دوجبي     |
| (5) |        | جان لوسيان سافي دي توفي (مواليد 1939) | 2025                          | 3 مايو 2025    | الحالي                          | 108 أيام           | التقارب الوطني الأفريقي                  | غناسينغبي                                                      |

## الانتخابات الأخيرة
| المرشح                          | المرشح                          | الحزب                                       | الأصوات   | %      |
| ------------------------------- | ------------------------------- | ------------------------------------------- | --------- | ------ |
|                                 | فور غناسينغبي                   | الاتحاد من أجل الجمهورية                    | 1٬760٬309 | 70.78  |
|                                 | أجبيومي كودجو                   | الحركة الوطنية من أجل الديمقراطية والتنمية  | 483٬926   | 19.46  |
|                                 | جان بيار فابر                   | التحالف الوطني من أجل التغيير               | 116٬336   | 4.68   |
|                                 | آيم جوج                         | تحالف الديمقراطيين من أجل التنمية المتكاملة | 59٬777    | 2.40   |
|                                 | وولو كومي                       | الميثاق الاشتراكي للتجديد                   | 29٬791    | 1.20   |
|                                 | جورج وليامز كويسان              | صحة الناس                                   | 19٬923    | 0.80   |
|                                 | تشاسونا تراوري                  | الحركة المدنية من أجل الديمقراطية والتنمية  | 16٬814    | 0.68   |
| المجموع                         | المجموع                         | المجموع                                     | 2٬486٬876 | 100.00 |
|                                 |                                 |                                             |           |        |
| الأصوات الصحيحة                 | الأصوات الصحيحة                 | الأصوات الصحيحة                             | 2٬486٬876 | 89.80  |
| الأصوات الباطلة والفارغة        | الأصوات الباطلة والفارغة        | الأصوات الباطلة والفارغة                    | 282٬411   | 10.20  |
| مجموع الأصوات                   | مجموع الأصوات                   | مجموع الأصوات                               | 2٬769٬287 | 100.00 |
| الناخبين المسجلين ومعدل الإقبال | الناخبين المسجلين ومعدل الإقبال | الناخبين المسجلين ومعدل الإقبال             | 3٬614٬056 | 76.63  |
| المصدر: Constitutional Court    |                                 |                                             |           |        |

## روابط خارجية
- رجال دولة العالم - توغو
- دستور عام 1992 لتوغو (بصيغته المعدلة في 2007) (بالإنجليزية)